# Dudok Quartet Amsterdam

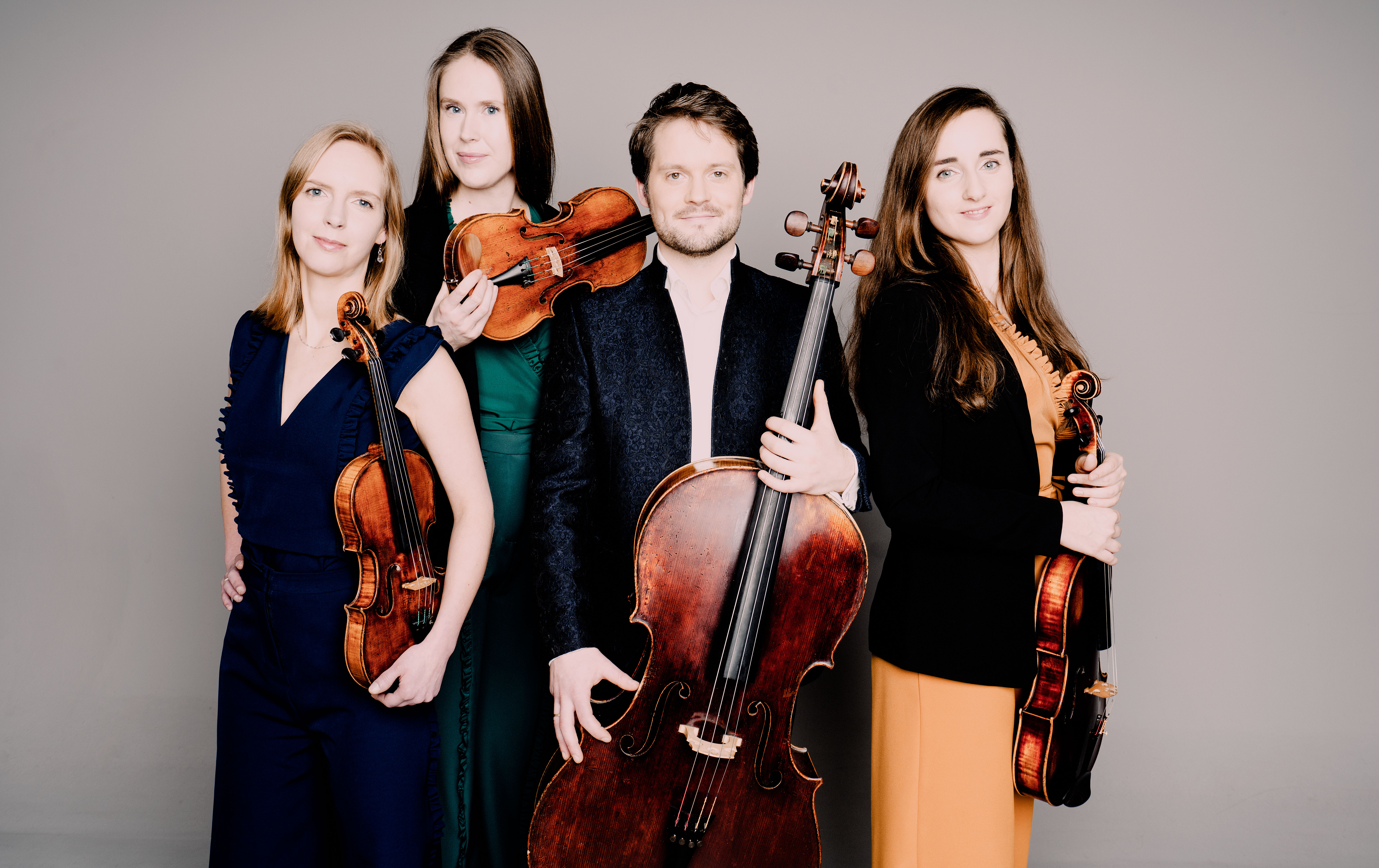
Porträtfoto des Dudok Quartetts Amsterdam (Marco Borggreve)

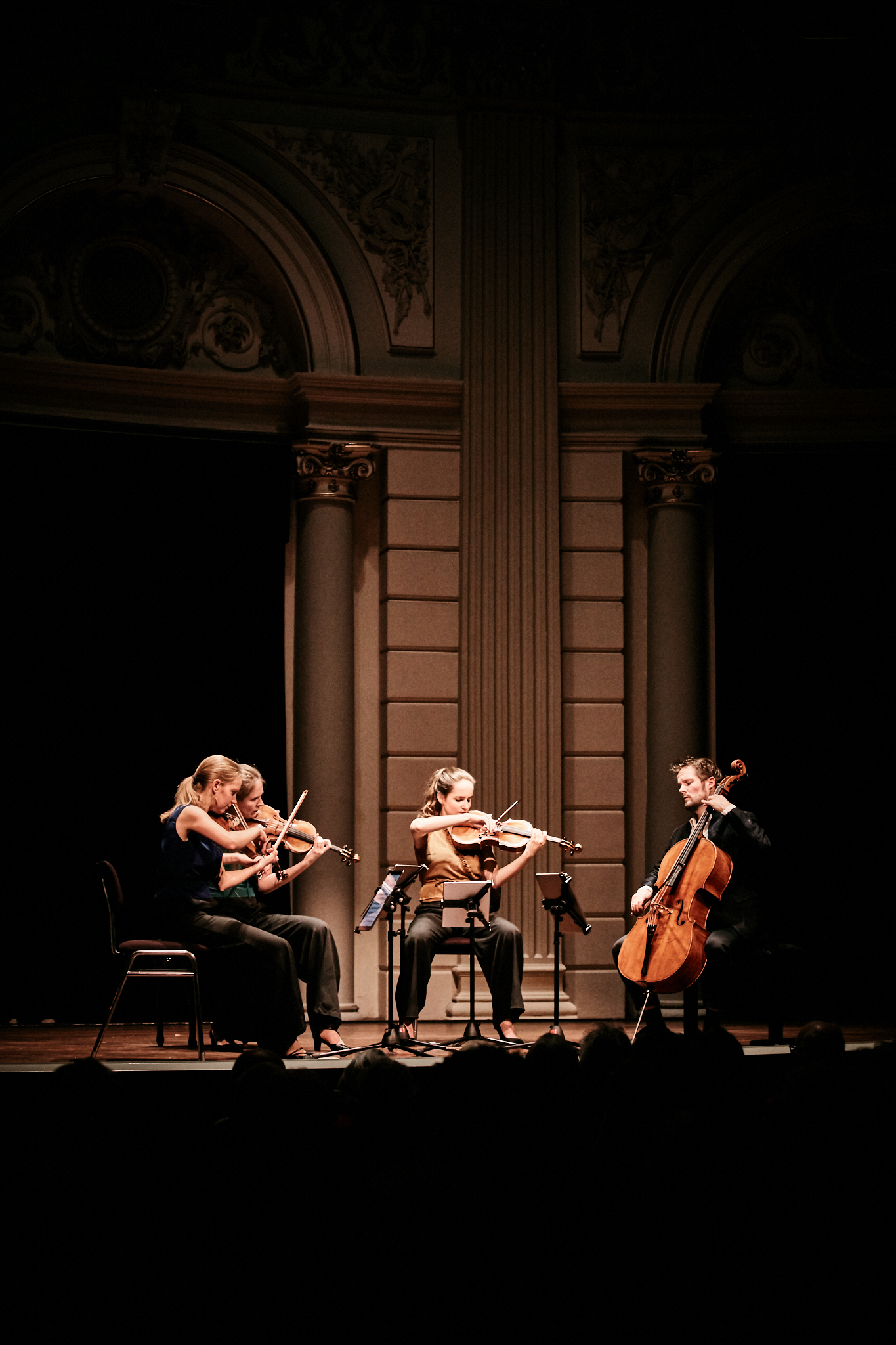
Dudok Quartett Amsterdam live im Königlichen Concertgebouw 2019 (Eduardus Lee)

Das Dudok Quartet Amsterdam ist ein niederländisches Streichquartett, das im Jahr 2009 gegründet wurde. Das Ensemble hat sich nach dem niederländischen Architekten Willem Dudok benannt, der in seinem Tagebuch schrieb: „Mehr als alle anderen Baukünstler verdanke ich den Komponisten. Ich fühle tief die Gemeinsamkeiten zwischen Musik und Architektur: Beide beziehen ihren Wert aus den richtigen Maßverhältnissen.“
Im Jahr 2024 besteht das Dudok Quartett Amsterdam aus den Geigerinnen Judith van Driel und Marleen Wester, der Bratschistin Marie-Louise de Jong und dem Cellisten David Faber. Frühere Mitglieder waren die Bratschisten Mark Mulder (2009–2014) und Lotte de Vries (2014–2016).

## Ausbildung
Die Gründungsmitglieder des Dudok Quartetts Amsterdam lernten sich bei Tourneen des Ricciotti Ensembles kennen. Sie studierten einzeln an den Musikhochschulen in Amsterdam und Den Haag. Gemeinsam studierten sie von 2009 bis 2011 an der Hochschule für Musik und Tanz Köln mit dem Alban Berg Quartett und von 2011 bis 2013 an der Netherlands String Quartet Academy, wo ihre wichtigsten Lehrer Marc Danel, Eberhard Feltz und Peter Cropper waren. In den Jahren seit 2013 wurde das Quartett bei spezifischen Projekten unter anderem von Reinbert de Leeuw, Eberhard Feltz und Shunske Sato betreut.

## Karriere
Zwischen 2011 und 2013 gewann das Quartett mehrere Preise bei internationalen Musikwettbewerben, darunter beim Radom String Quartet Competition (2011), beim Charles Hennen Competition (2012), beim International Joseph Joachim Kammermusik Wettbewerb (2012) und bei den Quatuors à Bordeaux (2013). Im Jahr 2014 erhielt das Quartett den Kersjes van de Groenekan-Preis und 2018 den internationalen Borletti-Buitoni Trust Award.
Das Streichquartett konzertierte in den Niederlanden und in den Vereinigten Staaten, Australien, Südostasien und in mehreren europäischen Ländern.

### Alben
Seit 2014 produzierte das Quartett fünf Alben für das Label Resonus Classics, die sämtliche Streichquartette von György Ligeti sowie Werke für Streichquartett von Haydn, Mozart, Mendelssohn, Weinberg und Schostakowitsch enthalten. Auf den ersten drei Alben wurden diese Werke durch eigene Bearbeitungen der Quartettmitglieder von Werken von Brahms, J.S. Bach, Desprez und Gesualdo ergänzt. Für das vierte und fünfte Album nahm das Dudok Quartett Amsterdam alle Streichquartette opus 20 von Joseph Haydn auf. Seit 2021 sind neue Alben des Quartetts bei Rubicon Classics erschienen. Im November 2022 erschien „Reflections“, ein Album mit Musik von Dmitri Schostakowitsch und Grażyna Bacewicz, und im Juni 2023 erschien „What Remains“, ein Album mit Musik von Joey Roukens, Steve Reich und Olivier Messiaen.
Darüber hinaus hat das Dudok Quartett Amsterdam für Rubicon Classics komplette Werke für Streichquartett von Brahms und Tschaikowsky aufgenommen, wobei es historisch korrekte Instrumente, nicht umwickelte Darmsaiten und spezielle Bögen verwendet.

## Partnerschaften
Das Dudok Quartett Amsterdam spielte mit mehreren Gastmusikern, darunter die Pianisten Hannes Minnaar, Olga Pashchenko, Shuann Chai und Daria van den Bercken, die Bratschisten Vladimir Mendelssohn, Lilli Maijala und Shunske Sato, die Cellisten Dmitri Ferschtman, Pieter Wispelwey und Quirine Viersen, der Sänger Philippe Jaroussky sowie die Bläser Erik Bosgraaf, das Berlage Saxophone Quartet und Annelien Van Wauwe.
Im Jahre 2024 konzertierte das Streichquartett als Solist mit dem Radio-Philharmonie-Orchester und dem Dirigenten Vasily Petrenko bei der Samstagsmatinee im Koninklijk Concertgebouw.
Außerhalb der klassischen Musik arbeiteten sie mit Künstlern wie Izaline Calister, Maarten Ornstein und Ed Verhoeff zusammen.